# Ultra vires
Ultra vires (łac. ponad siły) – wyrażenie prawnicze określające sytuacje działania poza zakresem kompetencji. Pojęcie stosowane często w prawie konstytucyjnym, administracyjnym, cywilnym, a także międzynarodowym. Akty dokonywane ultra vires są z reguły nieważne (ex nunc, choć istnieją wyjątki). Działania poza zakresem umocowania nie należy mylić z zobowiązaniem do niemożliwego świadczenia.

## Prawo konstytucyjne
Nieważność działań ultra vires w prawie konstytucyjnym jest bezsporna w świetle zasady praworządności z 7 artykułu Konstytucji i może skutkować w skrajnych przypadkach odpowiedzialnością przed Trybunałem Stanu.

## Prawo cywilne
W prawie cywilnym skutki działania ultra vires odnośnie do osób prawnych określa między innymi art. 39. § 1 Kodeksu Cywilnego, który stanowi
Kto jako organ osoby prawnej zawarł umowę w jej imieniu nie będąc jej organem albo przekraczając zakres umocowania takiego organu, obowiązany jest do zwrotu tego, co otrzymał od drugiej strony w wykonaniu umowy, oraz do naprawienia szkody, którą druga strona poniosła przez to, że zawarła umowę nie wiedząc o braku umocowania.
Osoba fizyczna wykraczająca poza zakres umocowania to Falsus procurator.

## Prawo międzynarodowe publiczne
Wiążący charakter działań ultra vires w tym prawie wynika z szeroko rozumianej zasady estopelu. Skutki aktów ultra vires odnośnie do traktatów określa Konwencja wiedeńska o prawie traktatów, która ustanawia wyjątki od wiążącego charakteru, wynikające z ochrony dobrej wiary. Przepisy konwencji są odzwierciedleniem istniejących zwyczajów międzynarodowych w tej kwestii.
 Zapoznaj się z zastrzeżeniami dotyczącymi pojęć prawnych w Wikipedii.